# Nahirqo
Nahirqo foi o nome atribuído a uma rainha candace do Reino de Cuxe, enterrada na pirâmide Beg N. 11, em Meroé. É a primeira mulher conhecida a ter governado o Reino de Cuxe, reinando por volta da metade do século II a.C. Antes de seu próprio reinado, acredita-se que Nahirqo tenha sido esposa do rei Adikhalamani.
Anteriormente, o nome Shanakdakhete foi atribuído a essa rainha, mas novas análises mostraram que Shanakdakhete governou muito depois, na primeira metade do século I d.C.

## Biografia
O nome de Nahirqo foi registrado na pirâmide Beg. N 8 em Meroé. Essa pirâmide pertence a um rei cujo nome está parcialmente preservado como (...)mr(...)t. Esse rei foi identificado como Adikhalamani, que também é mencionado em inscrições em Filas. Assim, acredita-se que Nahirqo tenha sido a esposa de Adikhalamani.
A pirâmide Beg. N 11 em Meroé não preserva o nome do governante ali enterrado, mas sua iconografia identifica a tumba como pertencente a uma monarca mulher. O rei posterior, Tanyidamani, é convencionalmente identificado como filho de Adikhalamani. Tanyidamani é representado na pirâmide Beg. N 11 (ali chamado de 'T[ne]yi') realizando rituais para sua mãe, sugerindo que a rainha enterrada ali era a esposa de Adikhalamani, ou seja, Nahirqo. Ela também foi identificada como rainha de Cuxe retratada em uma estátua dupla, provavelmente originária de um templo de culto mortuário em Meroé.
O sucessor direto de Adikhalamani no trono de Cuxe provavelmente foi Tabirqo, enterrado na pirâmide Beg. N 9, sobre o qual se sabe pouco e que pode ter morrido jovem. É possível que Nahirqo tenha assumido o trono em nome de outro herdeiro que era muito jovem para governar, ou que ela tenha se tornado rainha governante devido à morte prematura de Tabirqo. O reinado de Nahirqo é datado de meados do segundo século a.C. Detalhes iconográficos da pirâmide Beg. N 11 sugerem que ela pode ter governado por volta de 145 a.C., na mesma época de Ptolemeu VIII Fiscão, no Egito.

## Iconografia
A iconografia usada na pirâmide Beg. N 11 e na estátua dupla atribuída a Nahirqo representa uma mulher vestida com trajes reais e usando uma coroa normalmente associada apenas aos reis. Em um relevo em destaque na tumba, a rainha é retratada com roupas ornamentadas e joias, sentada em um trono em forma de leão. Ela levanta a mão esquerda enquanto segura uma lança e um ramo de palmeira com a mão direita. A tumba também contém relevos de homens segurando flechas, um motivo funerário meroítico encontrado em outras pirâmides.
A estátua dupla mostra Nahirqo ao lado de um homem não identificado. Ele está com o braço levantado atrás da coroa da rainha. O homem é retratado com o mesmo tamanho que ela, sugerindo que ele tinha status real, embora seu traje mais simples e um diadema modesto indiquem que ele não era um governante. Provavelmente, ele era um membro da família real, talvez um príncipe, e a estátua poderia representar a transmissão de poder, designando-o como herdeiro do trono. Outra interpretação, segundo o Fontes Historiae Nubiorum, sugere que o homem era um príncipe herdeiro que morreu antes de se tornar rei e que seus direitos foram defendidos pela rainha.

## Gallery

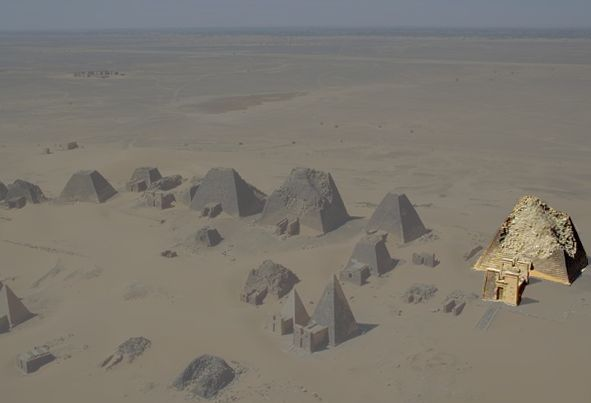
Pirâmide Beg. nº11 comparada às pirâmides próximas
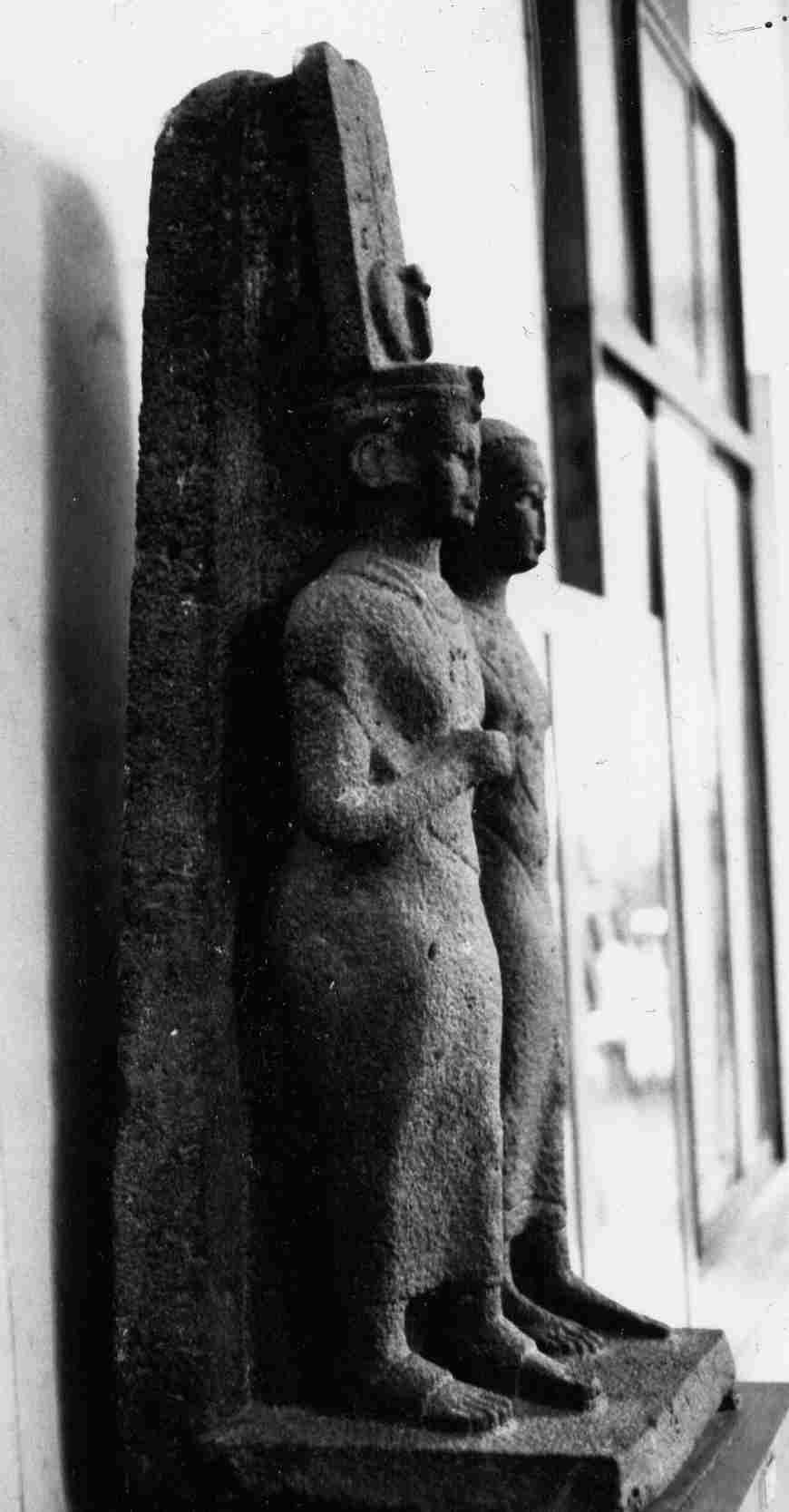
Visão lateral da estátua dupla
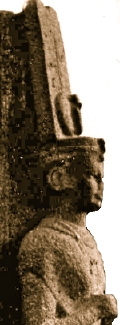
Close-up da estátua
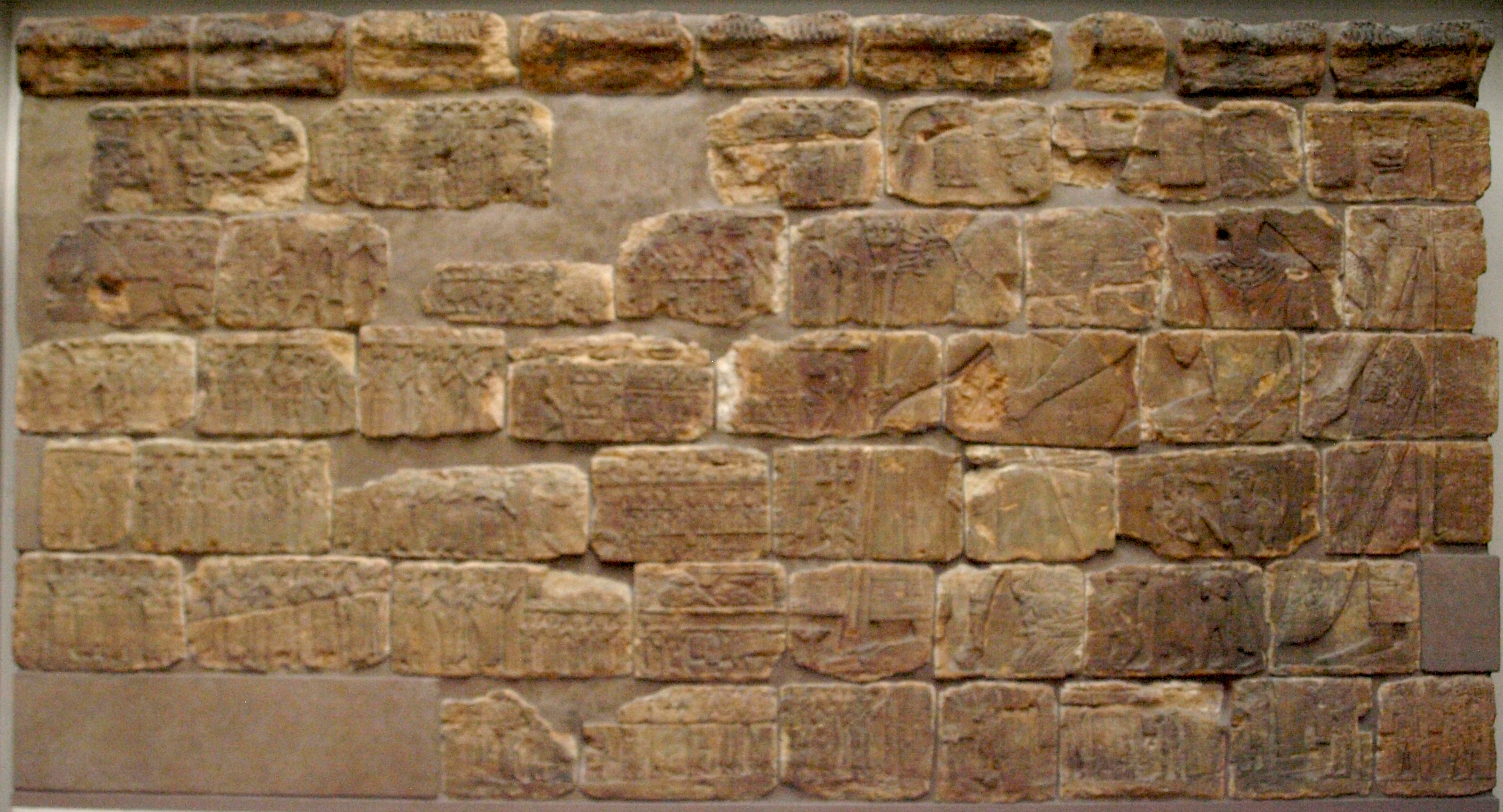
Relevo na parede da capela funerária de Beg. nº 11
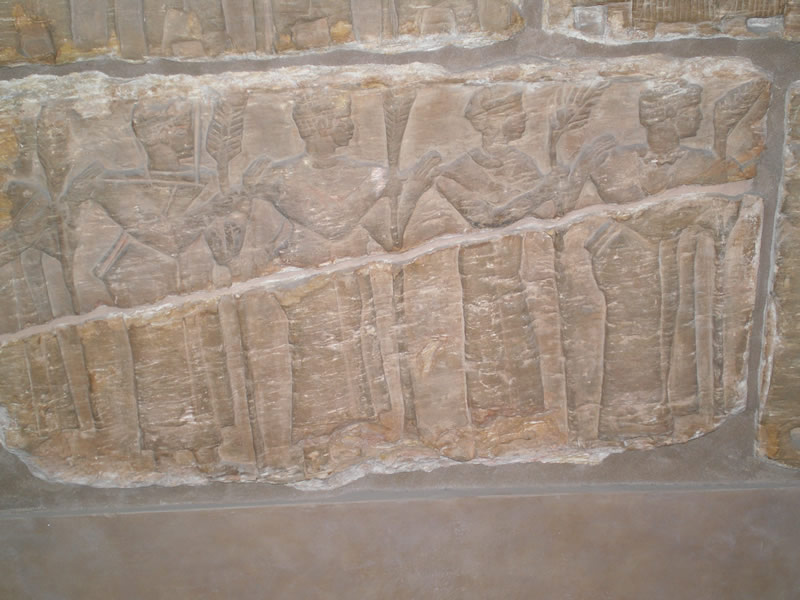
Parede decorada na Beg. nº 11